# La moneda de hierro
La moneda de hierro es un libro de poemas y textos breves en prosa del escritor argentino Jorge Luis Borges. Fue publicado por Emecé, en 1976. El libro está formado por treinta y seis poemas, la mitad de los cuales son sonetos.
El poema que da título al libro retoma uno de los temas reiterado a lo largo de la obra borgeana: el de un objeto peculiar, como en los cuentos “El Zahir" y "El Aleph".
La moneda del poema lo hace versificar filosófica y metafísicamente y, una vez más, recurrir a otro de sus temas típicos: La Biblia y la primera pareja, Adán y Eva, mención en la que algunos críticos creen reconocer un aspecto autobiográfico de carácter amoroso. 
La moneda, en el poema, es un espejo que refleja nuestros temores y fracasos que el amor de ninguna mujer consigue hacer desaparecer. El resto del libro, sobre todo los sonetos, muestran la destreza y erudición del autor y, al mismo tiempo, el obsesivo retorno a temas ya tratados. 